# 辻調グループ校

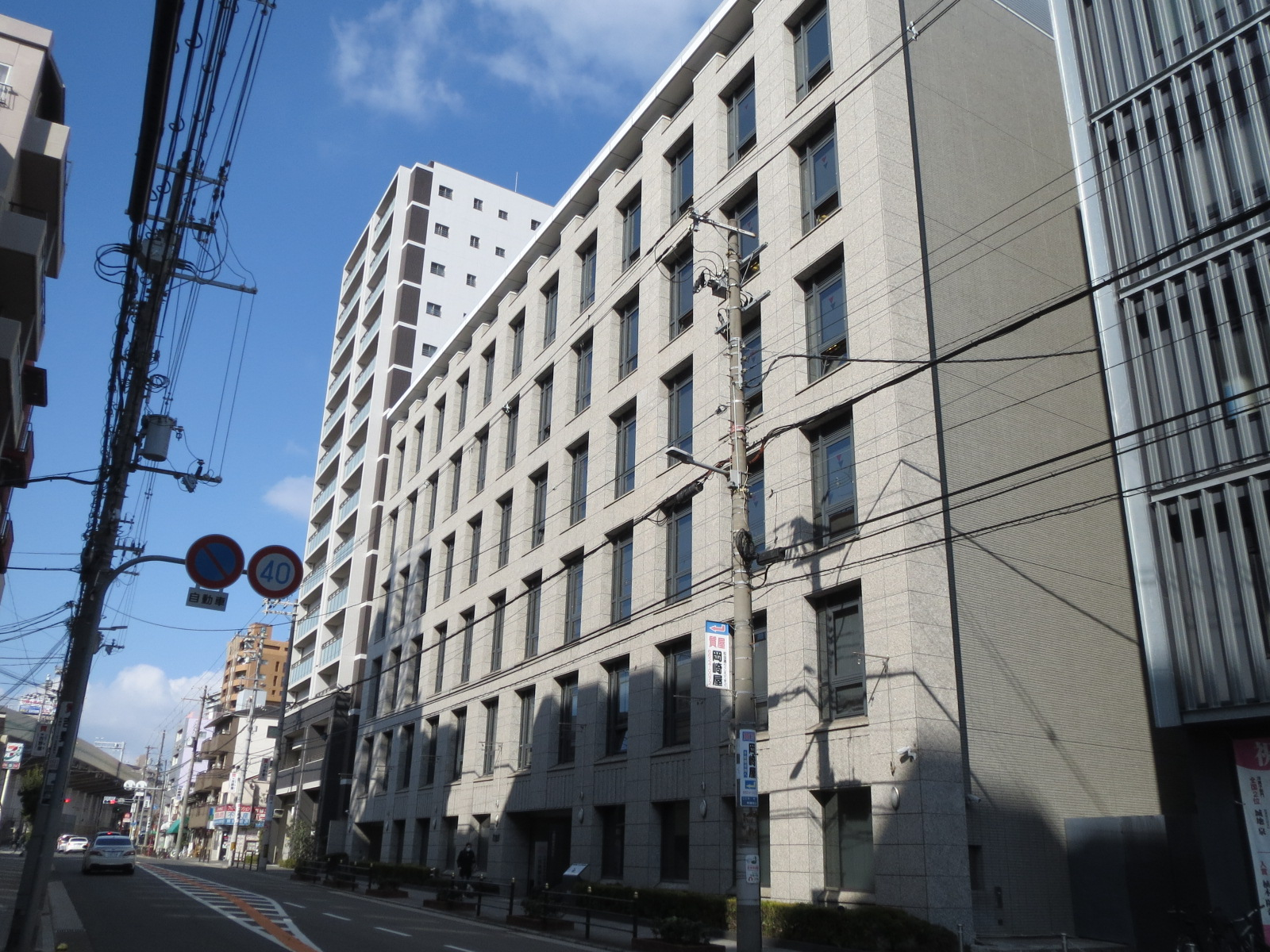
辻調理師学校（大阪市阿倍野区）

辻調グループ校（つじちょうグループこう）は、学校法人辻料理学館が運営する専修学校および専修各種学校以外の教育機関の総称である。
大阪市阿倍野区松崎町を拠点に、調理師やパティシエを育成する専門学校を複数展開している。
かつては「ビッグ辻調」なる雑誌を発行していたこともあり、1979年4月1日創刊号には、赤塚不二夫が描き下ろしマンガ『愛情レストラン』を執筆するなど、非常に豪華な内容であった。
新聞広告では、「料理界の東大」を謳っていた。
辻学園調理・製菓専門学校などを運営していた学校法人辻学園 は同じ大阪市にあることから混同されやすいが、法人としては一切の関係・関連を持たない。

## 歴史
- 1960年（昭和35年） - 辻静雄が辻調理師学校開校（調理師本科（昼間課程））
- 1978年（昭和53年） - 第二辻調理師学校開校（調理師本科（昼間課程））
- 1980年（昭和55年） 
  - 専修学校認可
  - 辻調理師学校を辻調理師専門学校に校名変更（専門課程調理師本科（昼間部）・高等課程調理師本科（昼間部））
  - 第二辻調理師学校を第二辻調理師専門学校に校名変更（専門課程調理師本科（昼間部）・高等課程調理師本科（昼間部））
  - 辻調グループがフランスのリヨン近郊にフランス校（シャトー・ド・レクレール）開校
- 1982年（昭和57年） - 第二辻調理師専門学校の高等課程調理師本科に夜間部を設置
- 1984年（昭和59年） 
  - 学校法人辻料理学館設立
  - 辻製菓技術学校開校（製菓衛生師本科（昼間課程））
- 1986年（昭和61年） 
  - 辻製菓技術学校が専修学校認可
  - 辻製菓技術学校を辻製菓専門学校に名称変更（専門課程製菓衛生師本科（昼間部）・高等課程製菓衛生師本科（昼間部）・高等課程製菓衛生師本科（夜間部））
  - 第二辻製菓専門学校開校（専門課程製菓衛生師本科（昼間部）・高等課程製菓衛生師本科（昼間部）・高等課程製菓衛生師本科（夜間部））
- 1987年（昭和62年）  
  - 辻・ホテル・レストラン・サーヴィスカレッジ開校
- 1988年（昭和63年） - 辻調理技術研究所設立
- 1989年（平成元年） 
  - 第二フランス校（シャトー・エスコフィエ）開校
  - 辻フランス料理専門カレッジ（現・エコール 辻 大阪）開校
  - 辻・ホテル・レストラン・サーヴィスカレッジを辻ホテルスクールに名称変更
- 1991年（平成3年） 
  - 東京にエコール・キュリネール国立（現・エコール 辻 東京）開校
  - 辻製菓技術研究所設立
  - 辻観光ビジネススクール開校
- 1993年（平成5年） 
  - 3月2日 - 創立者・辻静雄死去。学校で追悼式が行われた。2代目校長に辻芳樹
  - エコール・キュリネール大阪あべの辻製パン技術専門カレッジ開校
- 1999年（平成11年） - 辻調理師専門学校南館完成
- 2001年（平成13年） 
  - 辻調理師専門学校本館新校舎竣工
  - 辻調理師専門学校、辻製菓専門学校が別科通信教育講座を開始
  - 第二辻調理師専門学校、第二辻製菓専門学校廃止
  - 辻調理師専門学校の高等課程調理師本科に夜間部を設置
- 2003年（平成15年） 
  - 辻調グループ校学生センター完成
  - エコール・キュリネール大阪あべの、校舎リニューアルオープン
- 2005年（平成17年）  
  - 辻調理師専門学校、高等課程調理師本科の夜間部を廃止
  - エコール・キュリネール大阪あべの 辻パティスリー・マスターカレッジ開校
- 2007年（平成19年） 
  - 辻調理師専門学校、2年制課程の専門課程調理技術マネジメント学科（昼間部）設置
  - 辻調理師専門学校、放送大学と教育連携協定を締結
  - エコール 辻 大阪、エコール 辻 東京の各カレッジ名を変更
- 2009年（平成21年） 
  - 辻製菓専門学校、2年制課程の専門課程製菓技術マネジメント学科（昼間部）設置
  - エコール 辻 大阪に辻󠄀カフェ・フードデザインマスターカレッジ開設
  - エコール 辻 東京に辻󠄀フード総合マスターカレッジ（2年制）開設
  - 辻製菓専門学校高等課程製菓衛生師本科の夜間部を廃止
- 2010年（平成22年） 
  - 辻調理師専門学校、高等課程調理師本科の昼間部を廃止
  - 辻製菓専門学校、高等課程製菓衛生師本科の昼間部を廃止
- 2012年（平成24年） 
  - エコール 辻 大阪カフェ・フードデザインカレッジを辻カフェフード・スイーツマスターカレッジに名称変更
  - エコール 辻 東京の2年制コースをそれぞれ、辻調理技術マネジメントカレッジ、辻製菓技術マネジメントカレッジに名称変更
  - 辻調理師専門学校、デュシタニ・カレッジ（タイ王国）と教育連携協定を締結
- 2015年（平成27年） 
  - 一般財団法人辻静雄食文化財団設立
  - 彗田大学（大韓民国）と教育連携協定を締結
- 2016年（平成28年） 
  - 辻調理師専門学校・辻製菓専門学校 別館、エコール 辻 大阪 新校舎竣工
  - 辻調理師専門学校に三年制課程の専門課程高度調理技術マネジメント学科（昼間部）設置
- 2017年（平成29年） 
  - エコール 辻 大阪の辻カフェフード・スイーツマスターを辻カフェ＆パティスリーマスターカレッジに名称変更
  - 立教大学で寄付講座「ガストロノミー（美食）と観光」を開講
- 2021年（令和3年） - 辻調理師専門学校に日本料理本科（1年制）、日本料理クリエイティブ経営学科（2年制）を開設
- 2023年（令和5年） - 辻製菓専門学校、エコール 辻 大阪、エコール 辻 東京の生徒募集停止
- 2024年（令和6年） - 東京都小金井市に辻調理師専門学校 東京を開校。辻調理師専門学校に製菓衛生師本科、製菓技術マネジメント学科を開設

## グループの構成
2023年、2024年に募集停止、再編、新規開校等が行われている
学校法人辻調理学館が運営しているもの
- 辻調理師専門学校
- 辻製菓専門学校 - 募集停止
- 辻調理師専門学校 東京 - 新規開校

学校法人辻調理学館の関連法人である株式会社辻料理教育研究所が運営しているもの 
- エコール 辻 大阪（大阪市阿倍野区） - 募集停止
- エコール 辻 東京（東京都国立市） - 募集停止
- 辻調理技術研究所（大阪市阿倍野区）（「2016年度入学生をもって本研究所研究生の募集は停止」 ）
- 辻静雄料理教育研究所（大阪市阿倍野区）
- 辻静雄料理教育研究所東京分室（東京都国立市）

### 下級校
- 辻調理師専門学校（大阪）
  - 高度調理技術マネジメント学科（3年制）[注 3]
  - 調理技術マネジメント学科（2年制）
  - 日本料理クリエイティブ経営学科（2年制）[注 4]
  - 日本料理本科（1年制）[注 5]
  - 調理師本科（1年制[注 6]）
- 辻製菓専門学校（大阪）
  - 製菓技術マネジメント学科（2年制）[注 7]
  - 製菓衛生師本科（1年制[注 8]）
- エコール 辻 大阪[3]
  - 辻フランス・イタリア料理マスターカレッジ（1年制のコースと2年制の「フランス校留学コース」（フランス校へ留学するのは2年目））
  - 辻日本料理マスターカレッジ（1年制）
  - 辻製菓マスターカレッジ（1年制のコースと2年制の「フランス校留学コース」（フランス校へ留学するのは2年目））
  - 辻カフェフード・スイーツマスターカレッジ（1年制）
- エコール 辻 東京[3]
  - 辻調理技術マネジメントカレッジ（2年制）
  - 辻製菓技術マネジメントカレッジ（2年制）
  - 辻フランス・イタリア料理マスターカレッジ（1年制のコースと2年制の「フランス校留学コース」（フランス校へ留学するのは2年目））
  - 辻日本料理マスターカレッジ（1年制）
  - 辻製菓マスターカレッジ（1年制のコースと2年制の「フランス校留学コース」（フランス校へ留学するのは2年目））

### 上級校
- 辻調理技術研究所（大阪）
株式会社辻料理教育研究所という関連法人によって運営されていたものであって、名前のみならず、法的にも「学校」ではなかった。だが、（他校からの進学や入学を認めていなかったこともあって）辻調理師専門学校の調理師本科卒業直後の者（前年度まで在校していた者）のみが取り得る進路のひとつとして、講義や実習を開講する場になるなど、調理師本科に対する専攻科や上級校的な役割を果たした。フランス・イタリア料理研究課程、日本料理研究課程、中国料理研究課程の3課程がもうけられていた。2016年度入学生を以て学生募集停止となった
- 辻製菓技術研究所（大阪）
- 辻調グループ・フランス校（シャトー・ド・レクレール、シャトー・エスコフィエ）
  - フランス料理研究課程（5ヶ月+実地研修5ヶ月）
  - 製菓研究課程（5ヶ月+実地研修5ヶ月）

### 別科
調理師免許、製菓衛生師受験資格は取得できないが、辻調理師専門学校と辻製菓専門学校は以下の通信講座を開講している。中学校卒業者以上であれば受講できる。
- 辻調理師専門学校 別科 通信教育
  - 西洋料理技術講座
  - 日本料理技術講座
  - 中国料理技術講座
- 辻製菓専門学校 別科 通信講座
  - 製菓技術講座
  - 製パン技術講座
  - 和菓子技術講座

## 連携・協定

### 大学・学校
以下の大学、学校と「教育連携協定」を締結している
- 放送大学（千葉県） - 辻調理師専門学校と
- デュシタニ・カレッジ（タイ王国） - 辻調理師専門学校と
- 慶州大学校（大韓民国） - 辻調理師専門学校と
- 彗田大学校（大韓民国）

辻調理師専門学校・辻製菓専門学校と「高専連携協定」を締結
- 大阪緑涼高等学校（大阪府藤井寺市）

### 自治体等
辻調理師専門学校と「包括連携協定」を締結
- 鳥取県若桜町

辻調理師専門学校と「地域創生に関する連携協定書」を締結
- 鹿児島県長島町

辻調理師専門学校と「地域連携協定」を締結
- 鳥取県、山形県鶴岡市、三重県志摩市

学校法人辻料理学館と「協働連携協定」を締結
- 奈良県

辻調理師専門学校と「国際化人材の登用及び育成モデルの確立に関する包括連携協定」を締結
- 兵庫県豊岡市

辻調理師専門学校と「食による地域おこしと災害支援に関する研究開発に係る連携協定」を締結
- 慶應義塾大学SFC研究所 社会イノベーション・ラボ（代表：玉村雅敏）、株式会社mellow、鹿児島相互信用金庫

## メディアへの協力
テレビの『DAIGOも台所〜きょうの献立何にする?〜』などの番組に協力していることで知られている。また、『週刊少年サンデー』連載の「★★★（三ツ星）のスペシャリテ」にも全面協力している。
過去には、『料理大学』で辻静雄が料理監修、辻調グループ校各校が監修・協力し、講師も辻調グループ各校の教員が務めたほか、『料理天国』、『どっちの料理ショー』、『上沼恵美子のおしゃべりクッキング』『アイアンシェフ』、『ランチの女王』、『アンティーク 〜西洋骨董洋菓子店〜』、『信長のシェフ』、『グレーテルのかまど』などのテレビ番組にも協力している。

## 社会への協力
教員らが、寝台特急トワイライトエクスプレスの特別メニューをプロデュースし（2015年2月1日より）、2000年に開催された九州・沖縄サミット首脳晩餐会の料理監修および料理制作スタッフを、2019年に開催されたG20大阪サミット首脳夕食会の監修・調理協力などをしている。なお、九州・沖縄サミット首脳晩餐会では料理監修、G20大阪サミットにおいてはエグゼクティヴ・プロデューサーとして、学校法⼈辻料理学館理事⻑、辻調理師専⾨学校校⻑で辻調グループ代表の辻芳樹も関わっている。

## 出身者

### 料理
- 米田肇 - シェフ。エコール辻大阪卒業。
- 山根大助 - シェフ。辻調理師専門学校卒業
- 渡辺雄一郎 - シェフ。辻調理師専門学校、辻調グループフランス校卒業。
- 松嶋啓介 - シェフ。エコール辻東京卒業。
- 川越達也 - シェフ。大阪あべの辻調理師専門学校卒業。
- 神保佳永 - シェフ。エコール・キュリネール国立卒業。
- 西部一明 - シェフ。辻ホテル・レストラン・サーヴィスカレッジ卒業。
- 成澤由浩 - シェフ。辻調理師専門学校、辻調理師専門学校フランス校卒業。
- 鎧塚俊彦 - パティシエ。辻製菓専門学校卒業。
- 西原金蔵 - パティシエ。辻調理師専門学校卒業。
- 荻田尚子 - パティシエ。エコール・キュリネール国立卒業。
- 小山進 - パティシエ。大阪あべの辻調理師専門学校卒業。
- 菰田欣也 - 中華料理人。大阪あべの辻調理師専門学校卒業。
- 中川優 - 中華料理人。大阪あべの辻調理師専門学校卒業。
- 橋田建二郎 - 寿司職人。エコール・キュリネール国立卒業。
- 小川洋利 - 寿司職人。大阪あべの辻調理師専門学校卒業。
- 高木ゑみ - 料理研究家。エコール辻東京卒業。
- 宮脇灯子 - 料理研究家。エコール・キュリネール国立卒業。
- 杉本節子 - 料理研究家。大阪あべの辻調理師専門学校卒業。
- 井上絵美 - 料理研究家。辻調理師専門学校フランス校卒業。
- マロン - フードスタイリスト。大阪あべの辻調理師専門学校卒業。
- タサン志麻 - 家政婦・料理人。大阪あべの辻調理師専門学校、辻調理師専門学校フランス校卒業。

### 経済
- 小林敬 - 実業家。元テンポスバスターズ取締役、元シダックス執行役員。大阪あべの辻調理師学校卒業。
- 大倉忠司 - 実業家。鳥貴族創業者。長男は関ジャニ∞の大倉忠義。辻調理師専門学校卒業。

### 文化
- 拓未司 - 推理作家。大阪あべの辻調理師専門学校卒業。
- 弐藤水流 - 推理作家。辻調理師専門学校卒業。
- 福森道歩 - 陶芸家。辻調理師専門学校卒業。
- 土田康彦 - デザイナー。辻調理師専門学校卒業。
- 吉井敏久 - プロデューサー。大阪あべの辻製菓専門学校。

### 芸能
- 高田美佐 - モデル、第20代クラリオンガール。辻調理師専門学校卒業。
- 関根裕介 - 俳優。辻調理師専門学校卒業。
- 小林豊 - 俳優。辻製菓専門学校卒業。
- 藤田晋也 - お笑いタレント。辻調理師専門学校卒業。
- 奥村隼也 - お笑いタレント。大阪あべの辻調理師専門学校卒業。
- 藤田裕樹 - バンビーノ（お笑いコンビ）。辻調理師専門学校卒業。
- ウーイェイよしたか - スマイル (お笑いコンビ)。辻調理師専門学校卒業。
- 一魁斎京次郎- 奇術師、和妻師。辻調理師専門学校卒業。

### スポーツ
- 白田信幸 - フードファイター。辻調理師専門学校卒業。
- 松田大志郎 - 競艇選手、ヤングダービー競走優勝者。辻調理師専門学校卒業。

## テレビ番組
- 日経スペシャル カンブリア宮殿 食を支える13万人！本物が、本物の人材を作る！（2014年8月21日、テレビ東京）[10]

## 書籍

### 関連書籍
- 『美食進化論』（著者:辻芳樹 木村結子）（2002年4月1日、晶文社）ISBN 9784794965264
- 『料理の仕事がしたい』（編著:辻芳樹）（2006年8月21日、岩波書店 岩波ジュニア新書）ISBN 9784005005437
- 『美食のテクノロジー』（著者:辻芳樹）（2008年1月30日、文藝春秋）ISBN 9784163694603 - アラン・デュカス、ミシェル・ブラスら6人のトップ・シェフに美食のすべてを現地取材。
- 『和食の知られざる世界』（著者:辻芳樹）（2013年12月14日、新潮社 新潮新書）ISBN 9784106105500
- 『辻調 感動和食の味わい種明かし帖』（監修:辻芳樹）（2015年4月1日、小学館）ISBN 9784093883887 - 図版解説
- 『すごい！ 日本の食の底力 新しい料理人像を訪ねて』（著者:辻芳樹）（2015年4月16日、光文社 光文社新書）ISBN 9784334038533